# السكر (فلم)
السكر (بالإنجليزية: Sugar film)، هو فيلم الدرامي. الفيلم من إخراج روتيمي راينواتر. والكاتب توني الوبيس وأيضا روتيمي راينواتر. وبطولة كوربن بلو، شيناي غرايمز، مارشال ألمان. عُرض الفيلم في السادس من سبتمبر في عام 2013 بالولايات المتحدة.

## القصة
تبدأ القصة من مجموعة من الشباب المتشردين وهم يحاولون البقاء على قيد الحياة في شوارع هوليوود من خلال عيون الفتاة التي تدعى السكر وهي بعمر (20 عاما) وتأدي بدورها الممثلة شيناي غرايمز.

## طاقم التمثيل
| الممثل       | الدور  |
| ------------ | ------ |
| كوربن بلو    | سكيتش  |
| شيناي غرايمز | السكر  |
| مارشال ألمان | مارشال |
| أوستن وليامز | روني   |

## الإنتاج
وبدأ تصوير الفيلم السكر في 30 نوفمبر 2010.